# 컨트리 클럽

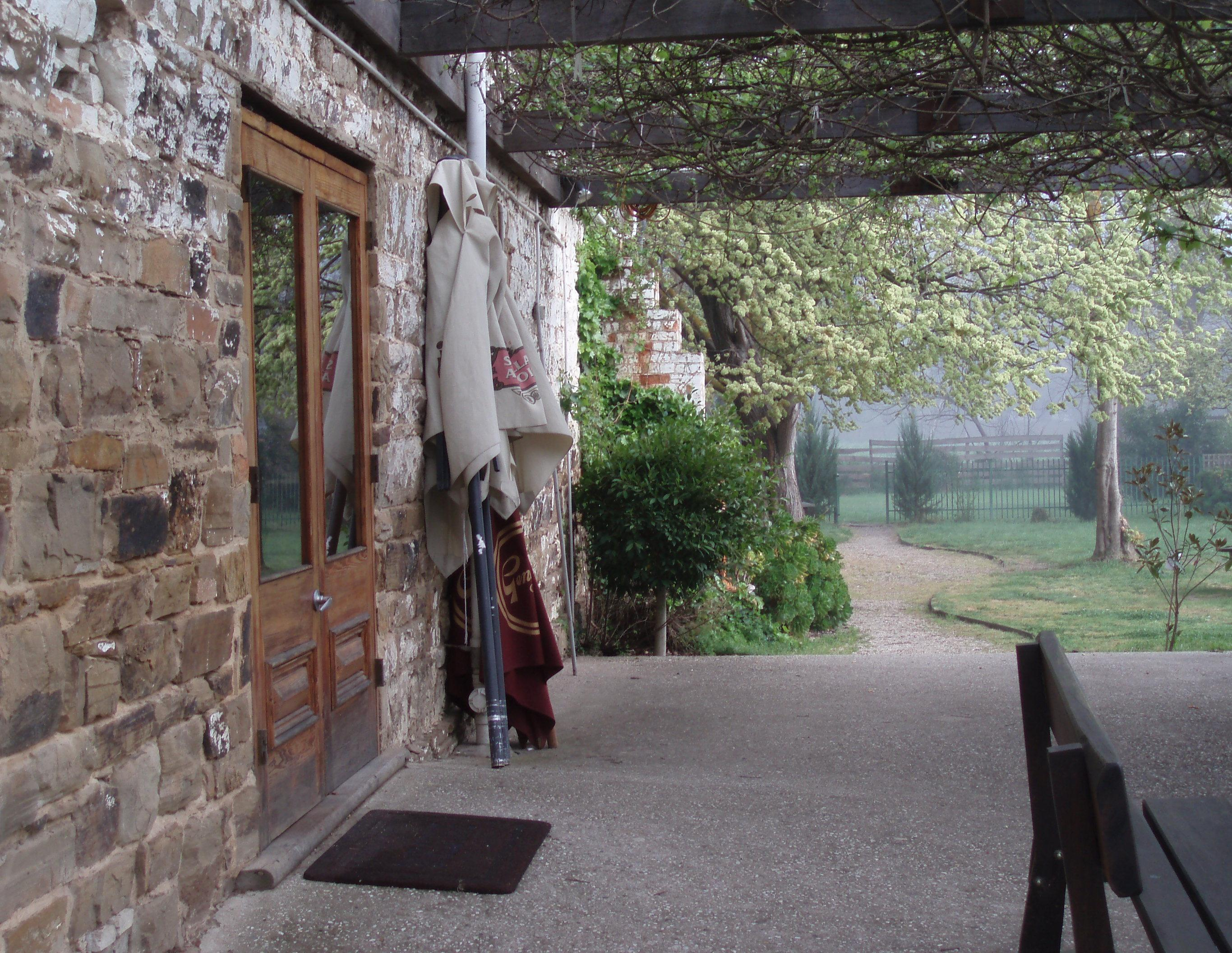
오스트레일리아 컨트리 클럽의 비어 가든.

컨트리 클럽(Country club)은 회원에게 기분을 전환할 수 있는 스포츠 시설을 제공하는 민간 클럽이다.
컨트리 클럽은 일반적으로 다양한 레크리에이션 스포츠와 식사 및 엔터테인먼트 시설을 모두 제공하는 개인 소유의 클럽으로 종종 회원 할당량과 초대 또는 후원을 통한 입장이 가능하다. 전형적인 운동 종목은 골프, 테니스, 수영이다. 골프가 주된 또는 유일한 스포츠 활동인 경우, 특히 미국과 캐나다 이외의 지역에서는 컨트리 클럽을 간단히 골프 클럽이라고 부르는 것이 일반적이다.
컨트리 클럽은 도시의 운동 클럽과 구별되는 야외 활동을 위한 상당한 부지가 필요하기 때문에 도시 외곽이나 교외에 가장 일반적으로 위치한다.
컨트리 클럽은 스코틀랜드에서 시작되었으며 1880년대 초 미국에서 처음 등장했다. 컨트리 클럽은 교외화 확대에 지대한 영향을 미쳤으며 게이트 커뮤니티 개발의 전조로 간주된다.